# Колібрі-сапфір панамський
Колі́брі-сапфі́р панамський (Chrysuronia humboldtii) — вид серпокрильцеподібних птахів родини колібрієвих (Trochilidae). Мешкає в Панамі, Колумбії і Еквадорі. Вид був названий на честь німецького натураліста Александера фон Гумбольдта. Раніше вважався конспецифічним з синьоголовим колібрі-сапфіром.

## Опис
Довжина птаха становить 9-12,5 см, самці важать 6,3-6,6 г, самиці 5,8-6,4 г. У самців лоб і центральна частина горла темно-сині, тім'я тьмяне, темно-синьо-зелене, решта верхньої частини тіла металево-зелена або бронзово-зелена. Хвіст темно-зелений або синій, крайні стернові пера мають темно-сірі кінчики. Груди, шия з боків і щоки синьо-зелені або зелені. боки зелені, центральна частина живота і нижні покривні пера хвоста білі. За очима невеликі білі плямки. Дзьоб прямий, коралово-червоний з чорним кінчиком, довжиною 18 мм.
У самиць тім'я синє, верхня частина тіла і хвіст металево-зелені або бронзово-зелені, крайні стернові пера мають темно-сірі кінчики. Нижня частина тіла переважно біла, горло і груди з боків поцятковані яскраво-зеленими плямами. Дзьоб зверху чорний, біля основи червоний, знизу переважно рожевий з чорним кінчиком. Забарвлення молодих самиць є подібним до забарвлення дорослих самиць. У молодих самців нижня частина тіла переважно біла, груди поцятковані бронзовими плямками, тім'я і обличчя у них тьмяні, темно-синьо-зелені.

## Поширення і екологія
Панамські колібрі-сапфіри мешкають у вузькій прибережній смузі на узбірежжі Тихого океану на крайньому південному сході Панами (Дар'єн), в Колумбії і північно-західному Еквадорі (Есмеральдас). Вони живуть в мангрових лісах, основу яких складають Pelliciera rhizophorae, і у прилеглих вторинних заростях, на висоті до 50 м над рівнем моря. Живляться нектаром квітучих мангрових дерев, а також інших квітучих чагарників, дерев і трав'янистих рослин. Також вони доповнюють свій раціон комахами, яких ловлять в польоті або збирають з рослинності. Сезон розмноження у панамських колібрі-сапфірів триває з січня по травень.